# ألان رودريغيز
ألان رودريغيز (بالإنجليزية: Allan Rodríguez)‏ هو لاعب كرة قدم أمريكي، ولد في 27 مايو 2004 في إلخارت في الولايات المتحدة.

## وصلات خارجية
- ألان رودريغيز على موقع قاعدة بيانات كرة القدم.إي يو (الإنجليزية)
- ألان رودريغيز على موقع Soccerway.com (الإنجليزية)